# Phytomastax sijazovi
Phytomastax sijazovi är en insektsart som först beskrevs av Boris Petrovich Uvarov 1914.  Phytomastax sijazovi ingår i släktet Phytomastax och familjen Eumastacidae. Inga underarter finns listade i Catalogue of Life.